# 边境 (游戏)
《边境》是柳叶刀工作室开发，天石游戏和虎牙游戏发行的第一人称射击游戏，于2023年4月13日在Steam发售，于2024年6月30日后停止所有网络服务。

## 游戏系统
《边境》是近未来太空题材的5V5的多人对战第一人称射击类游戏，玩家将扮演一名武装宇航员，在太空设施之间身着自行搭配的宇航服，手持自行组装的武器，在三维坐标轴中任意移动和转向飞行和战斗。游戏发售时有设施争夺、团队死鬥、歼灭、破坏行动与侵袭共5个模式、9张地图。玩家在游戏可操控六个职业定位和外观不同的宇航员，不同宇航员最初携带不同的武器和挂载配件（如榴弹、闪光和烟雾等投掷物），在职业定位上区别很大，但随着角色等级的提高，会解锁更多可用武器和配件，此时角色能力也会更加通用甚至完全改变原本的定位。
装备方面，游戏使用“点数配额”系统，玩家每携带一件武器和配件都会增加消耗的点数，如携带两把主武器时会消耗更多的资源点，则无法让两把枪都装上完善的配件。在失重的环境下，所有干员都会配备有喷气背包，喷气背包不仅能抵挡子弹所带来的伤害，也能帮助玩家在地图上飞行，玩家可以在游戏中上下左右前后移动，也可以翻滚、倒立射击。由于游戏的地图是一个球体，玩家不仅会像传统射击游戏一样被背后的敌人偷袭，也可能会被头上，脚下等各个方向的敌人偷袭。由于在外太空，玩家无法通过声音提防敌人，当敌人靠近玩家或玩家遭到锁定时，玩家身上的雷达会发出提醒来让玩家警觉，而玩家瞄准敌人一段时间后，会在屏幕和小地图上向队友共享敌人的准确位置。

## 开发和发行
2011年，腾讯游戏《逆战》项目组员工崔永亮与邹聪希望在《逆战》中加入“零重力的宇宙环境下对战”的玩法，但《逆战》最终没有加入该玩法。两人利用业余时间补全游戏的世界观和概念设定。2015年，两人从腾讯离职，与英国海归李鸣渤一起成立游戏公司柳叶刀工作室，三人想做一款“在当时的岗位环境确实做不出来”的游戏，并决定用虚幻4引擎制作一个游戏Demo。凭借游戏Demo，游戏以《边境计划》为名成为第一批索尼中国之星作品，并在2016年playStation发布会上亮相。《边境计划》最初是一款单机PVE游戏，但制作人员制作三个月发现PVE游戏制作特别耗费钱财后，选择放弃PVE内容，把《边境计划》改成类使命召唤的PVP游戏。
2018年8月，游戏在ChinaJoy的PlayStation展区提供试玩。2019年6月，柳叶刀工作室宣布游戏名改为《边境》，并预计在2019年内全球发售。2020年4月，柳叶刀工作室宣布在同年发售。8月15日，游戏上架Steam平台。同年，柳叶刀工作室由于内部资金已经快用完了，游戏必须抓紧时间上线，于是在2020年9月30日宣布游戏已开发完成。10月30日至11月1日，游戏进行小规模技术测试，测试人员为在2019年报名测试的玩家。2020年12月21日，柳叶刀工作室宣布由于“网络服务调整及版本优化”，游戏发售日期延迟，初步定于2021年上半年。
2021年，柳叶刀工作室在发行方加入虎牙游戏、天石游戏和腾讯入股，在兼顾外包和合作开发的情况下重新稳定。同年1月28日至1月31日，游戏进行载荷测试。6月17日，游戏在GameSpot举办的“Play For All 2021”公布新实机演示，预计在同年发售。2022年2月21日，游戏在Steam新品节发布限时试玩Demo。2023年3月，柳叶刀工作室宣布游戏在4月13日发售，游戏分为飞行员版、试飞员版和领航员版，飞行员版为游戏的基础版本，后两者将提供装饰道具、通行证等额外内容。
2024年6月19日，柳叶刀工作室发布公告，宣布游戏将于7月停止运营，并在6月30日之后游戏的所有网络功能都将停止。柳叶刀工作室指责是发行方天石游戏单方面停止运营，并且未支付应得收入。而天石游戏指责柳叶刀工作室不解决游戏问题，近一年来没做新内容，严重影响玩家体验导致近几个月玩家人数几乎为零，由于柳叶刀工作室表态未来不做更新，天石游戏于6月初通知工作室将退回PC版发行权，7月1日后游戏运营将由工作室负责，而停服完全是工作室自行选择，与天石游戏无关。

## 评价
游戏正式发售后，在Steam平台的玩家测评中为褒贬不一，1438位玩家中53%的人为本作打出了好评。好评主要在游戏整体游玩不错的，画面效果不错；差评主要在：网络卡顿严重，游戏节目不好，武器库亮度太高，帧数极不稳定错误频出，背景音乐不行。4月17日，游戏在Steam平台的玩家测评中目前已由褒贬不一升至多半好评，6754位玩家中74%的人为本作打出了好评。6月，游戏在Steam的评测降为褒贬不一，游戏在线人数降至不足50人。